# Clara (película)
Clara es un documental colombiano dirigido por Aseneth Suárez Ruiz. El filme se estrenó en las salas de cine colombianas el 10 de marzo de 2022, luego de pasar por diferentes festivales y eventos cinematográficos.

## Sinopsis
La cineasta Aseneth Suárez Ruiz decide entablar con su madre Clara una conversación íntima en la que evocan la figura de Lilia, una antigua novia de Clara que desapareció de su vida pero que dejó una profunda huella. A las puertas de la maternidad, Aseneth se acerca a su madre desde una nueva perspectiva, abriendo espacio para un reencuentro lleno de comprensión.

## Desarrollo y temática
La cineasta Aseneth Suárez llevó a cabo grabaciones intermitentes a lo largo de tres años para dar forma al documental. En una primera fase, filmó aproximadamente 40 horas de material y, en 2015, se trasladó a una residencia de investigación y escritura en Bogliasco, Italia. Durante su estancia, conoció a una pareja de escritoras del mismo sexo, cuyo encuentro la inspiró a retomar la conversación con su madre Clara y profundizar en la historia de Lilia, la antigua novia de ésta. La directora se refirió esta última etapa de desarrollo del filme: «Frente al material, muchas veces tuve que parar, callar, otra vez tomar distancia y luego volver para seguir escuchándonos. Sus palabras se fueron transformando, las fui entendiendo, el diálogo se volvió real y reparador para las dos».
Víctor Morrón del periódico La Palabra de la Universidad del Valle afirmó que el documental «cuenta la vida de una mujer que conforma un hogar diverso en la sociedad colombiana de los años ochenta, cuando estaba prohibido el matrimonio entre parejas del mismo sexo».

## Producción y estreno
El filme contó con un estímulo económico otorgado por el Fondo para el Desarrollo Cinematográfico FDC en 2017. El guion fue desarrollado por Aseneth Suárez, Patrick Alexander y Andrés Porras, mientras que la música fue compuesta por Lucas Ariza Manzano. Porras se desempeñó también como editor.
Clara participó desde 2018 en diferentes eventos como el Festival de Cine Creative Commons & New Media, la Muestra Internacional Documental de Bogotá y el Festival de los Derechos Humanos, entre otros. Su estreno en las salas de cine colombianas ocurrió el 10 de marzo de 2022 y su distribución corrió a cargo por la agencia de promoción DOC:CO.

## Recepción
Oswaldo Osorio de El Colombiano elogió el trabajo de Aseneth Suárez al afirmar que «la directora crea una obra intimista en su historia, reivindicadora en su tema de fondo y catártica para la propia autora y su personaje». Escribiendo para el portal de Señal Colombia, David Jáuregui opinó que Clara «es una radiografía del entorno familiar y de la historia de la directora del documental, hija de la protagonista, y quien se propuso hacer una película intimista que a través de su historia personal y familiar relata un encuentro esclarecedor, desafiante y amoroso entre las miembros de una familia distanciada por la erosión de la vida y el tiempo». La reseña en el diario La Crónica del Quindío lo definió como «un documental que conquista el mundo con una historia de reconciliación».
Clara ganó el premio María al mejor largometraje nacional en el marco de la decimocuarta edición del Festival Internacional de Cine de Cali.